# Golpe de 1964 no Vale do Paraíba
O Vale do Paraíba foi palco de deslocamentos militares de forças oponentes no golpe de Estado no Brasil em 1964: o II Exército, golpista, vindo de São Paulo na direção do Rio de Janeiro ao longo da via Dutra, e o Grupamento de Unidades-Escola (GUEs), legalista, vindo do Rio de Janeiro na direção contrária. O II Exército era do general Amaury Kruel, em rebelião contra o governo de João Goulart. O GUEs, de Anfrísio da Rocha Lima, subordinado a Armando de Morais Âncora, do I Exército. Tais deslocamentos estavam em curso ou preparação na madrugada do dia 1, embora o general paulista Euryale de Jesus Zerbini, legalista, tenha retardado o movimento do II Exército. A Academia Militar das Agulhas Negras, do general Emílio Garrastazu Médici, e o 1º Batalhão de Infantaria Blindado (1º BIB), estavam no meio do caminho, respectivamente em Resende e Barra Mansa. Médici, vendo-se obrigado a escolher um lado, aderiu ao golpe. O 1º BIB teve a mesma atitude.
De manhã, antes da chegada do II Exército e do GUEs, Médici ocupou Resende e usou seus cadetes para estabelecer posições defensivas ao longo da via Dutra, na direção de Barra Mansa, de onde poderia resistir aos legalistas. As forças paulistas e cariocas chegaram ao redor do meio do dia, com os primeiros ficando mais atrás, em Resende e Itatiaia, e os segundos ao redor de Barra Mansa, com a força da Academia no meio, virada para os legalistas. O combate, se ocorresse, começaria entre os cadetes e os soldados do GUEs. Os legalistas eram de elite, com números e armamento superiores. O uso de cadetes na linha de frente ainda por cima tinha maus antecedentes nos outros países. O que Médici tinha a seu favor era o efeito de “freio psicológico” sobre os oficiais legalistas, que não tinham disposição de atacar. Das três baterias de artilharia enviadas contra a Academia, duas imediatamente atravessaram as linhas e se uniram aos rebelados.
Não chegou a ocorrer confronto, pois à tarde as operações foram interrompidas pela vinda dos generais Kruel e Âncora para negociar dentro da Academia. A defesa montada por Médici é considerada importante em obrigar Âncora a negociar, mas ela fazia parte de um contexto maior de deterioração da posição do governo. O resultado da reunião “iria marcar de vez a História do Brasil": o fim da resistência do I Exército ao golpe e o retorno das forças aos quartéis. A reputação de Médici entre os militares cresceu, e sua decisão entrou para a memória coletiva.
O 1º BIB não participou do encontro das forças militares, pois foi a Volta Redonda, onde sindicalistas contrários ao golpe tentaram, sem sucesso, paralisar a Companhia Siderúrgica Nacional, revelando-se menos organizados que as lideranças militares e industriais.

## Contexto militar
Em reunião com seus generais, ao redor da meia-noite do dia 31 Amaury Kruel aderiu com o II Exército ao golpe e ordenou a invasão do Rio de Janeiro. A essa hora o Destacamento Tiradentes, formação de campanha enviada pelo general Olímpio Mourão Filho, já havia cruzado a fronteira entre Minas Gerais e o Rio de Janeiro e entrado em contato com as forças legalistas enviadas desde a Guanabara e Petrópolis para enfrentá-lo. Ao redor do meio-dia de 1º de abril o Destacamento já havia avançado até a região de Areal, defrontando o 2º Regimento de Infantaria (2º RI). Contra o II Exército, a reação legalista foi o GUEs.
Fora do eixo Rio-São Paulo-Minas Gerais, o flanco oeste paulista era Mato Grosso, cuja 9ª Região Militar (9ª RM) era subordinada e leal ao II Exército. O 16º Batalhão de Caçadores, em Cuiabá, recebeu ordem de avançar para Brasília. O outro flanco era a região sul do Brasil, onde até o dia 2 a situação ainda não estava decidida. A 5ª RM, no Paraná e Santa Catarina aderiu ao golpe, mas não a totalidade do III Exército. Assim, nesse dia o II Exército enviou reforços para a 5ª RM, mas a crise acabou antes deles serem necessários.

## Início dos deslocamentos

### General Zerbini e reforços legalistas

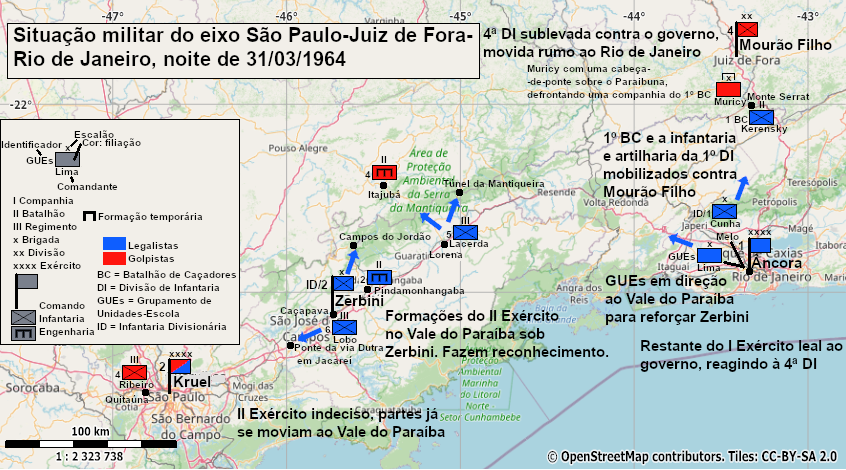
Ordens dadas por Zerbini e seu contexto

O “dispositivo militar” do governo de João Goulart, isto é, o conjunto de oficiais considerados leais nomeados para posições importantes, tinha como uma de suas figuras mais importantes em São Paulo o general-de-brigada Euryale de Jesus Zerbini, comandante da Infantaria Divisionária da 2ª Divisão de Infantaria (2ª DI). Zerbini não compareceu à reunião dos generais paulistas. Chegara a São Paulo das 18:30 às 19:00, mas antes de entrar no QG foi chamado por seu superior, Aluísio  Miranda Mendes, da 2ª DI. Ambos se posicionaram a favor do governo, tendo Aluísio prometido prender Kruel se ele se rebelasse. Zerbini foi encarregado de assumir as forças no vale do Paraíba, possível rota de invasão São Paulo–Rio através da Via Dutra. Ali estavam o 5º e 6º Regimentos de Infantaria (RIs) e o 2º Batalhão de Engenharia de Combate (2º BE Cmb). Deveria também ficar de prontidão para se mover.
Às 21:00 Zerbini chegou a seu quartel-general em Caçapava, confirmou a lealdade de seus subordinados e os ordenou na direção dos rebeldes em Minas: o 5º RI de Lorena formaria na direção de Itajubá, onde estava o 4º BE Cmb mineiro, e ao túnel da Mantiqueira, enquanto o 6º RI de Caçapava avançaria à ponte do rio Paraíba do Sul em Jacareí e a Campos do Jordão, a caminho de Minas. Os regimentos deram reconhecimento de que nada anormal havia nesses lugares e permaneceram de prontidão nos quartéis. Mas com a mudança de situação, às 22:30 Zerbini recusou a chamada de Aluísio a São Paulo. Contatado pelo general Assis Brasil e o próprio Presidente às 23:00 e 23:30, se disse leal e em controle mas incapaz de resistir a um avanço pelo restante do II Exército, sendo então informado da vinda de reforços. Eram carros de combate e o GUEs do general Anfrísio da Rocha Lima.
O componente de artilharia do GUEs era o Grupo Escola de Artilharia (GEsA). Cada dia uma bateria ficava de prontidão, e no dia 31 era a 2ª Bateria do 1º tenente Hamilton Otero Sanches. Conforme seu depoimento, o GEsA vivia tensão, e os subordinados, desinformados, não recebiam nada dos superiores. À noite um telefonema ao grupo exigiu que toda uma bateria se dirigisse ao Regimento Escola de Infantaria (REsI). Obedeceu, mas apenas para cumprir ordens, pois sua posição política era contra “tanta anarquia em nosso País”. Sob sugestão do adjunto do S3, capitão Sílvio Pereira Brunner, primeiro consultou seu comandante. Era o coronel legalista Aldo Pereira, que dormia. Acordado, disse apenas “Sim, lhe chamaram, você vai”, sem apresentar o menor interesse no que faria uma de suas próprias baterias, impressionando negativamente Sanches. Para ganhar tempo, apresentou-se sem a tropa ao comandante do REsI, coronel Abner Moreira. Num contrassenso, Abner deu ordem a uma subunidade de outra formação, mesmo com seu comandante estando no mesmo aquartelamento. Foi mandado ao eixo Rio–São Paulo, partindo depois da meia-noite, e no caminho encontrou o batalhão do REsI, que já tinha partido, sob o major Simon. Conversando, se viram com posição política parecida.
A 3ª Bateria pertencia ao capitão Affonso de Alencastro Graça. Situava-se, em contraposição aos legalistas, “entre os que achavam que algo devia ser feito”. O S3, capitão Willy Seixas, e os comandantes de bateria constataram que seria inviável sublevarem-se dentro do quartel, pois ficariam cercados. Em vez disso, concordaram em seguir adiante e, aonde quer que fossem, se juntariam às forças “revolucionárias”. A 3ª Bateria e a 1ª, do capitão José Antônio da Silveira, seguiam atrás da vanguarda.
O GUEs também contava com o 1º Grupo de Canhões Antiaéreos de 90 mm, do qual foi movida a 2ª bateria, sob o capitão Brilhante Ustra. Ustra narra um arranjo inusitado: os soldados, cabos e o capitão eram na verdade da 4ª bateria, e um capitão mais velho, Cavalero, o acompanhava no jipe de comando. Ustra percebera que o objetivo do arranjo era que os elementos mais politicamente confiáveis, Cavalero e os sargentos, tomassem o controle, e após protestos conseguiu que os soldados e cabo fossem os seus. Além da divisão entre simpatizantes e oponentes do governo dentro da própria bateria, esta partiria sem enfermeiros e material de cozinha e com pouquíssima comida e água. Um movimento pelo asfalto acabaria com as borrachas das lagartas dos tratores que rebocavam os canhões, e a bateria seria inútil para fornecer apoio antiaéreo a uma coluna em movimento, pois sua função era a defesa de pontos sensíveis e demorava horas para entrar em posição. A partida desta bateria se daria de manhã.

### Movimento do II Exército

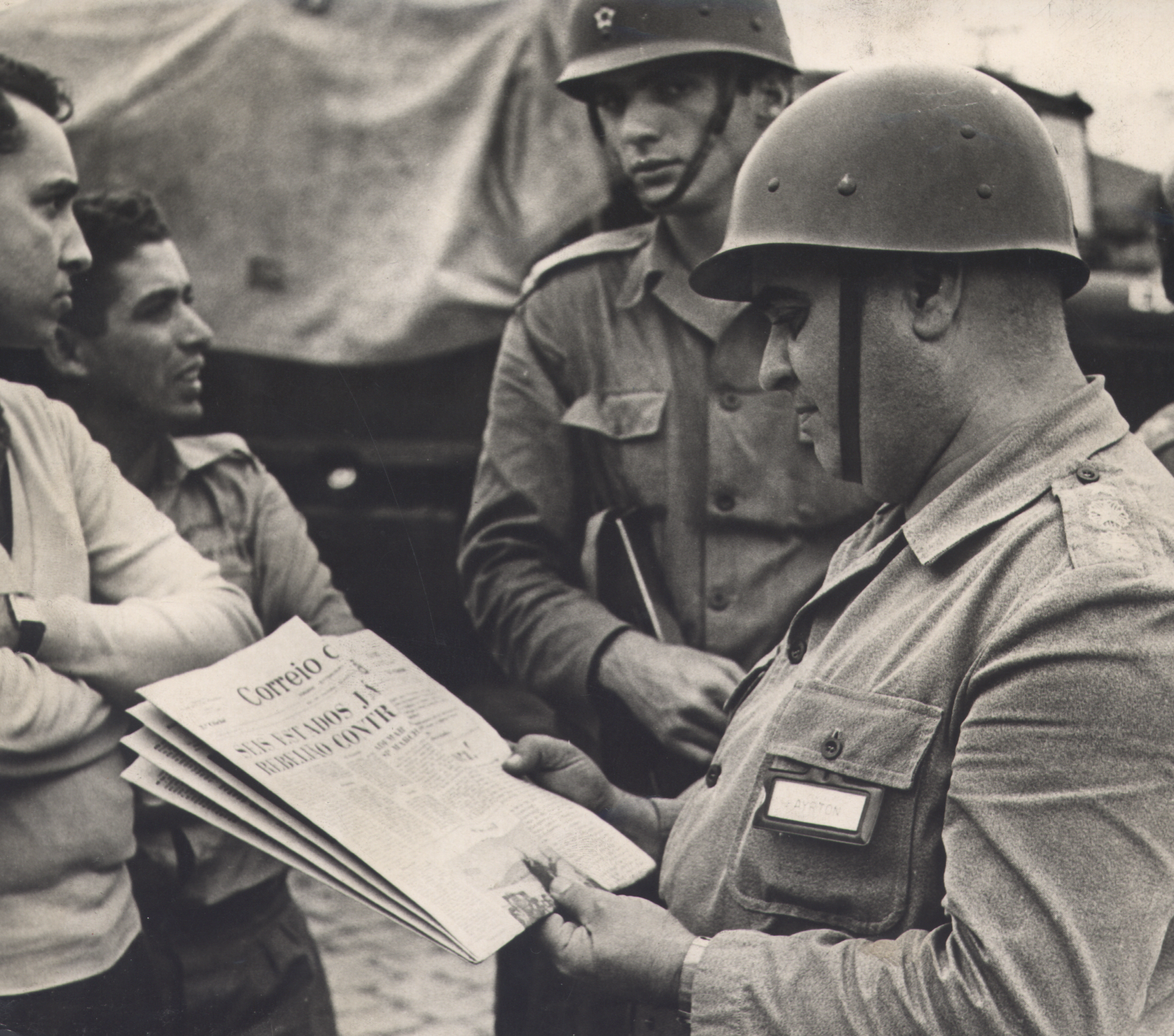
O 6º RI em Queluz

Zerbini conseguiu reter a tropa nos quartéis na noite do dia 31, mas na madrugada do dia 1º sua autoridade se dissolveu. A 1:00 tentou contatar o 5º RI, descobrindo então que o quartel estava vazio e os homens haviam partido em caminhões. Enviou uma patrulha motorizada à procura do regimento, mas ela nunca lhe deu notícia. Às 6:00 ouviu do comandante do 6º RI que ele avançaria a Resende sob ordens diretas de Kruel. Entre as 6 e as 7 horas, comunicou-se com Aluísio, que se declarou do lado rebelado e que descia o vale com o 2º Esquadrão de Reconhecimento Mecanizado. Para Zerbini, restava atrasar o II Exército até a chegada da tropa do Rio de Janeiro. Conseguiu acompanhar Aluísio até Resende, de onde partiria ao Rio de Janeiro, mas acabou preso na AMAN.
O 5º RI conseguiu se deslocou em caminhões do Exército e três ônibus particulares, e o 6º, em caminhões particulares e ônibus da empresa “Pássaro Marrom”. O 1º Batalhão de Carros de Combate Leves (BCCL) de Campinas seguiu embarcado em trens, embora, conforme o coronel Cid de Camargo Osório, do Estado-Maior do II Exército, seu deslocamento tenha sido atrasado pelo “inimigo interno”, que conseguiu desligar a energia elétrica. A situação do transporte era difícil, e foi necessário arranjar meios para o pessoal a pé. O combustível no caminho foi garantido pelo governador Adhemar de Barros. Sob sua ordem os Postos Atlantic enchiam os tanques das viaturas, “sem burocracia; assinava-se uma “notinha” e pronto”.
O movimento do 2º Regimento de Obuses de 105 mm (2º RO 105), de Itu, é detalhado em dois depoimentos de oficiais participantes. De prontidão desde a segunda, o Regimento ansiosamente aguardava a confirmação de Kruel, que enfim chegou de madrugada, através da televisão. À noite o subtenente Rubens tentara convencer cabos e soldados a não se colocar contra o governo e o “movimento dos trabalhadores”, sendo, também, trabalhadores; foi pessoalmente preso pelo S2 do Regimento. Com falta de veículos, o Regimento recebeu oito de civis. O coronel Benedicto Maia Pinto de Almeida estava no comando. À frente seguiu a 1ª Bateria de Obuses do capitão Dario Scoralick. A Bateria partiu a São Paulo às 07:30 com quatro dos caminhões civis, dois com munições e dois com material de acampamento, mas cobertos de lona com a escrita: “Munição - Perigo”, num blefe para despistar sua escassez de munição. No caminho foi alcançada por duas a três viaturas do Estado-Maior do Regimento e uma equipe de saúde regimental. Em Jundiaí, temiam reação dos comandantes da Artilharia Divisionária e do 2º Grupo de Obuses de 155 mm (2º GO 155), cuja base era bem posicionada para bloquear a estrada. O coronel Benedicto telefonou aos oficiais confiáveis dali e eles mantiveram os dois comandantes no quartel da AD, no centro, longe da cidade, de onde não interferiram no trajeto. De São Paulo, seguiram à entrada da Via Dutra à espera do 4º RI, que, porém, não estava ali. A artilharia de Itu seguiu em frente.

### Decisão da AMAN
A convergência do II Exército com o GUEs no Vale do Paraíba tinha no meio do caminho a Academia Militar das Agulhas Negras (AMAN), em Resende. Assim, seu comandante, o general-de-brigada Emílio Garrastazu Médici, se viu obrigado a escolher seu lado. A localização estratégica da Academia não era coincidência, tendo sido escolhida por critérios geopolíticos. Para o então coronel Antônio Jorge Côrrea, subcomandante da Academia, a inação teria significado assistir “de braços cruzados, como eunucos”, ao I e II Exército travarem combate em Resende, ameaçando a vida na Cidade Acadêmica. Médici optou pelo II Exército. Ele desde 1963 tinha contato com Kruel e Mourão Filho, concordando com a sublevação assim que ouviu dela no dia 31. Porém, até então não tinha participado da conspiração contra Goulart. Portanto, sua adesão à causa de Kruel e Mourão Filho pode ter sido forma de angariar prestígio junto à cúpula golpista. Mas nos planos ideológico e psicológico a decisão não foi súbita, pois há anos o anticomunismo, que entre os militares de direita tinha Goulart como alvo, era cultivado na Academia.
Às 17:30 do dia 31, sob ordens do I Exército, já estava de prontidão o Batalhão de Comando e Serviços (BCSv). Era uma unidade grande, embora composta apenas de uma Companhia de Guardas e elementos de apoio. Foi ativado o Estado-Maior Operacional, traçando planos de ocupação da cidade e requisição de suprimentos; à noite já estava pronto o manifesto. Às 20:30 os cadetes foram informados da rebelião em Minas Gerais. Às 02:00 da madrugada Artur da Costa e Silva, líder “revolucionário” na Guanabara e amigo de Médici, telefonou, solicitando seu apoio, que foi prometido. Em seguida, às 02:30, Kruel chamou e recebeu a garantia de livre passagem pelo Vale da Paraíba. Por fim, Âncora ligou às 03:00 e informou que o GUEs estava a caminho e passaria por Resende ao meio-dia. Dez minutos depois, Médici informou seus oficiais que usaria os cadetes na sua operação. A decisão era participar do “movimento revolucionário” defendendo a Via Dutra no trecho de Itatiaia a Barra Mansa.
De manhã, emitiram-se por todos os meios disponíveis os manifestos “Irmãos em Armas”, direcionado a todo o país mas especialmente ao I Exército, e “Irmãos das Forças Armadas”, à Escola Naval e Escola da Aeronáutica. Elio Gaspari descreve o manifesto como de “veia poética” e cauteloso, sendo “capaz de sobreviver a um acordo”. A notícia da adesão da AMAN elevou a moral dos rebelados ao longo do país.
Houve dissidência dentro da Academia, levando à prisão de sargentos, cadetes e oficiais. O major Ernani Jorge Côrrea, comandante do Curso de Cavalaria, menciona a prisão de três tenentes, notando que as discordâncias eram poucas. O capitão Geise Ferrari, comandante do Curso de Infantaria, afirma que não encontrou desistência entre oficiais ou cadetes, mas um cadete e um sargento foram presos preventivamente. Foi preciso também negar o acesso dos sargentos aos estoques de munição, pois temia-se que poderiam ser governistas. O capitão Dickens Ferraz, instrutor de artilharia, afirma que junto com outros oficiais, tinha tanto entusiasmo que, se Médici não tivesse se decidido, teriam atravessado a serra de Itatiaia para se juntar aos mineiros.
De acordo com o plano, a cidade foi ocupada, incluindo a Prefeitura; o prefeito Augusto entregou-se preso e Médici recusou sua rendição. Porém, posteriormente foi detido. A imprensa foi tomada pelos professores. Os postos foram interditados e o combustível só era distribuído com autorização militar.
A formação do I Exército mais próxima era o 1º Batalhão de Infantaria Blindado (1º BIB), de Barra Mansa. Seu comandante, coronel Nilo de Queirós Lima, aderiu a Médici. O 1º BIB operou com “estrutura muito reduzida”, mas dispunha de veículos blindados. Não participou da linha de frente, ficando em Volta Redonda. O major Corrêa, que foi um comandantes da tropa da Academia, e o capitão Walter Kluge Guimarães, um de seus comandados, atestam que esperavam encontrar o 1º BIB defendendo a estrada em Barra Mansa (segundo Corrêa, foi isso que o subcomandante da Academia informou), mas foram surpreendidos por um telefonema do comandante do batalhão, que se disse ocupado tratando da agitação na usina. Segundo o coronel Osório, do Estado-Maior do II Exército, o plano proposto por Kruel era montar uma defesa com o 5º e 6º RIs, o 1º BIB e o BCSv, mas Médici recusou, pois queria colocar o Corpo de Cadetes na linha de frente. A recusa de Médici em substituir os cadetes é reiterada pelo escritor Eurilo Duarte.

## Encontro dos Exércitos

### Cadetes na Via Dutra
O II Exército não tinha chegado: suas forças mais adiantadas só cruzaram a fronteira mais tarde no dia 1. Como o 1º BIB estava em Volta Redonda, o único obstáculo na rodovia à passagem das forças legalistas eram os próprios cadetes. Sua participação na linha de frente pode ser surpreendente de duas formas: o uso de cadetes em combate tem um mau histórico nos outros países, e a mudança da Escola Militar do Realengo para Resende havia sido forma de afastar os alunos da política, que havia levado à difusão do tenentismo e depois do comunismo.
A princípio, das 06:00 às 08:30, partiu uma vanguarda composta de um Esquadrão de Cavalaria e engenheiros, para tomar posição defensiva na alturas que dominam Ribeirão da Divisa. O coronel Potyguara, comandante do Corpo de Cadetes, ficou num posto avançado. Às 09:30, partiu o grosso dos cadetes, nas seguintes posições:
No quilômetro 277, o Esquadrão de Cavalaria motorizado, sob o major Ernani Jorge Corrêa, em Posição de Retardamento. Com 70–80 homens, poderiam bloquear a estrada com viaturas pesadas de uma empresa de construção. Segundo o capitão Guimarães, apenas meia pista foi bloqueada para permitir o fluxo civil, e alguns motoristas, após diálogo, retornavam até o belvedere Viúva Graça e voltavam com informações sobre os legalistas.
No quilômetro 278, um Pelotão de Engenharia. Estavam prontos para detonar os viadutos da Guarita e da Rede Ferroviária Federal. A destruição dos viadutos obrigaria os legalistas a atravessarem o rio antes de Barra Mansa e se aproximar pelo outro lado, onde as estradas não eram mais do que trilhas.
Ao recuar, a cavalaria seria recebida no quilômetro 283, próximo à fábrica Cilbrás, da White Martins, e ao viaduto sobre a ferrovia, por uma Companhia de Infantaria reforçada sob o capitão Geise Ferrari. Qualquer outra força que chegasse não seria “tropa amiga”. Eram 250 homens, tudo que o Curso de Infantaria poderia usar, organizados em “três pelotões de fuzileiros, um pelotão de canhões 106 sem recuo, um pelotão de morteiros 4.2, uma seção de morteiros 81, uma seção de morteiros 60, uma seção de canhões 75 mm sem recuo, uma seção de canhões 57 sem recuo e uma seção de metralhadoras pesadas”. Os soldados prepararam seus espaldões perpendicularmente à rodovia. A infantaria era toda motorizada. Sua posição original era mais atrás, em Ribeirão da Divisa, e só mais tarde foi levada mais para frente.
No quilômetro 286 ficou uma Bateria de Obuses de 105 mm sob o capitão Dickens Ferraz. Embarcaram a munição a partir das 18:00 do dia 31 e seguiram à rodovia de manhã, em viaturas frágeis, do Curso de Engenharia. Enquanto o comandante e seu Oficial de Reconhecimento procuravam um local para ocupar, adotaram Posição de Espera, deixando seus obuses em posição de tiro no acostamento, para atirar numa lombada mais a frente se viesse o inimigo.
Além deles haviam duas equipes do Curso de Comunicações. O tenente Taveira passou a noite montando as linhas telefônicas para as posições. O capitão Guimarães recorda que, da sua posição de cavalaria, a comunicação com a retaguarda era apenas por emissários na estrada. Na posição da artilharia, não havia nenhum rádio. O Batalhão de Comando e Serviços, com sua Companhia de Guardas, manteve os estoques de combustível ao longo da rodovia.

### Chegada a Resende/Barra Mansa

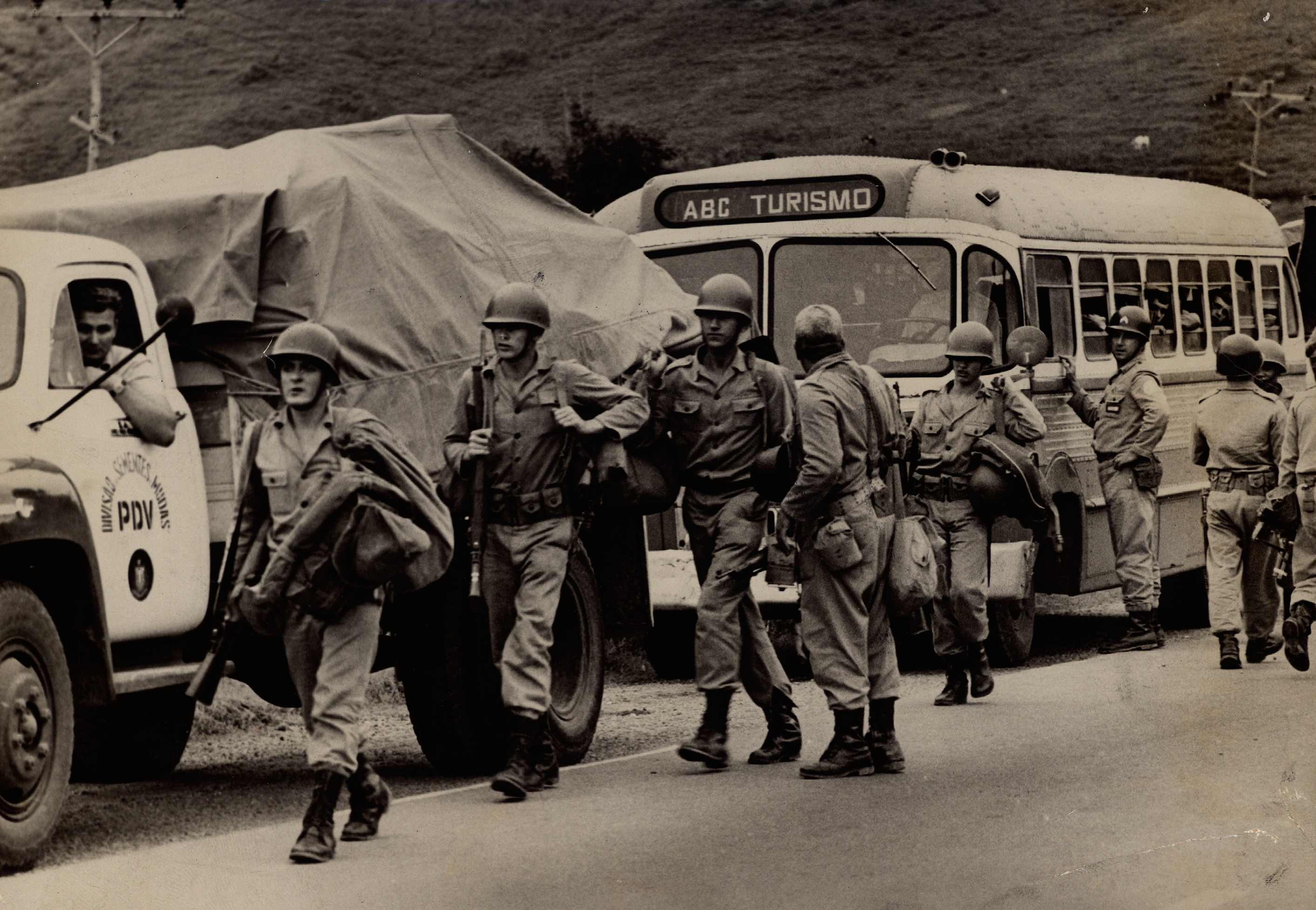
Soldados na estrada

Já chegavam os paulistas: às 11:30 o 5º RI aproximou-se de Resende ficando no leste, às 12:30 o 2º RO 105, Bateria do CPOR/SP e 1ª Cia do BCCL chegaram à AMAN e às 12:45 o 2º Esquadrão de Reconhecimento Mecanizado a Itatiaia. Segundo o coronel Osório, o general Aluísio foi ineficiente no emprego desse esquadrão, “segurando-o” em vez de lançá-lo à frente como reconhecimento.
Do outro lado, a vanguarda do GUEs chegou à entrada da cidade de Barra Mansa às 13:00, fazendo contato com seus adversários. Era composta de um batalhão reforçado do Regimento Escola de Infantaria (REsI), com 800 homens, uma companhia de Carros de Combate e a 2ª Bateria do Grupo Escola de Artilharia (GEsA).
A 2ª Bateria ocupou posição de tiro. A 1ª e 3ª baterias chegaram às 14:00. A situação logística da 2ª Bateria era precária, com pouca comida. Uma patrulha da Academia fez o primeiro contato com os legalistas numa elevação após Barra Mansa.
O componente antiaéreo nunca chegou. Partiu às 09:00, mas sob ordens do capitão Ustra o deslocamento foi retardado: pneus foram esvaziados e viaturas apresentaram panes. Às 20:00 ele não passara da Serra das Araras. Também uma companhia do Batalhão Escola de Engenharia que acompanhava a coluna não passou da Serra.

### Ordem de batalha
| Golpistas | Legalistas |
| --- | --- |
| II Exército (General-de-exército Amauri Kruel) Movido ao Vale do Paraíba: - 2ª Divisão de Infantaria (General-de-divisão Aluísio Miranda Mendes) - 5º Regimento de Infantaria (Coronel Manoel José Correa Lacerda) - 6º Regimento de Infantaria (Coronel Sousa Lobo) - 2º Batalhão de Engenharia de Combate - 2º Esquadrão de Reconhecimento Mecanizado - 2º Regimento de Obuses de 105 mm (Coronel Benedicto Maia Pinto de Almeida) - Bateria de Obuses de 105 mm do CPOR/SP - 1ª Companhia do 1º BCCL Em reserva em São Paulo: - 4º Regimento de Infantaria(Coronel Carlos Alberto Cabral Ribeiro) - 4º Batalhão de Caçadores - 17º Regimento de Cavalaria (Coronel João Marques Ambrósio) - 1º Batalhão de Carros de Combate Leves Elementos rebelados do I Exército: Academia Militar das Agulhas Negras (General-de-brigada Emílio Garrastazu Médici) Subcomandante: coronel Antonio Jorge Corrêa - Corpo de Cadetes (Coronel Moacyr Barcellos Potyguara) - Esquadrão de Cavalaria Motorizado (Tenente-coronel Ernani Jorge Correa) - Companhia de Infantaria reforçada (Capitão Geise Ferrari) - Bateria de Obuses 105 mm (Capitão Dickens Ferraz) - Pelotão de Engenharia - Duas equipes do Curso de Comunicações - Batalhão de Comando e Serviços - Companhia de Guardas 1º Batalhão de Infantaria Blindado (Coronel Nilo de Queirós Lima) | I Exército (General-de-exército Armando de Moraes Âncora) - Grupamento de Unidades-Escola (General-de-brigada Anfrísio da Rocha Lima) - Vanguarda: - Regimento Escola de Infantaria (REsI) (Coronel Luiz Abner de Souza Moreira) - Batalhão de Infantaria do REsI (Major Simon) - Companhia de Carros de Combate (Capitão José Júlio Toja Martinez Filho) - 2ª Bateria de Obuses do GEsA (1º tenente Hamilton Otero Sanches) - Restante: - Batalhão Escola de Engenharia (Coronel Moacyr Domingues) - Companhia de Engenharia - Grupo Escola de Artilharia (GEsA) (Coronel Aldo Pereira) - 1ª Bateria de Obuses (Capitão José Antônio da Silveira) - 3ª Bateria de Obuses (Capitão Affonso de Alencastro Graça) - Bateria de Comando - Bateria de Serviços - 1º Grupo de Canhões Antiaéreos de 90 mm (Coronel Antônio Sá Barreto Lemos Filho) - 2ª Bateria (Capitão Carlos Alberto Brilhante Ustra) |

### Clímax
Às 12 horas, no quilômetro 78, jipes, carros pipas, carros de socorro médico e caminhões do REI estavam a caminho da concentração de suas forças que entre os quilômetros 90 e 100, mantinham um total de 100 viaturas ao longo da estrada, com ninhos de metralhadoras espalhados pelas encostas próximas. Na entrada de Barra Mansa tropas estavam espalhadas pelo mato, à beira da estrada.

Correio da Manhã, 02/04/1964
O GUEs e a Academia estavam a não mais que 5 ou 30 km de distância. O terreno era a rodovia, com elevações dificultando o movimento em ambos os lados. Para o II Exército, “A perspectiva de um embate frontal com as tropas do Rio de Janeiro era terrível, e se imaginava derramamento de sangue.” Com os cadetes na estrada, porém, ele apenas ficou atrás. A hipótese de conflito era, então, entre os cadetes e as tropas vindas da Guanabara. Seria desproporcional. A Academia estava em desvantagem numérica e de poder de fogo — 800 soldados do REsI contra 250 cadetes de infantaria e 70-80 de cavalaria. O REsI era tropa de elite, entre os regimentos de infantaria o único com efetivos plenos e o melhor do equipamento do Acordo Militar Brasil-Estados Unidos.

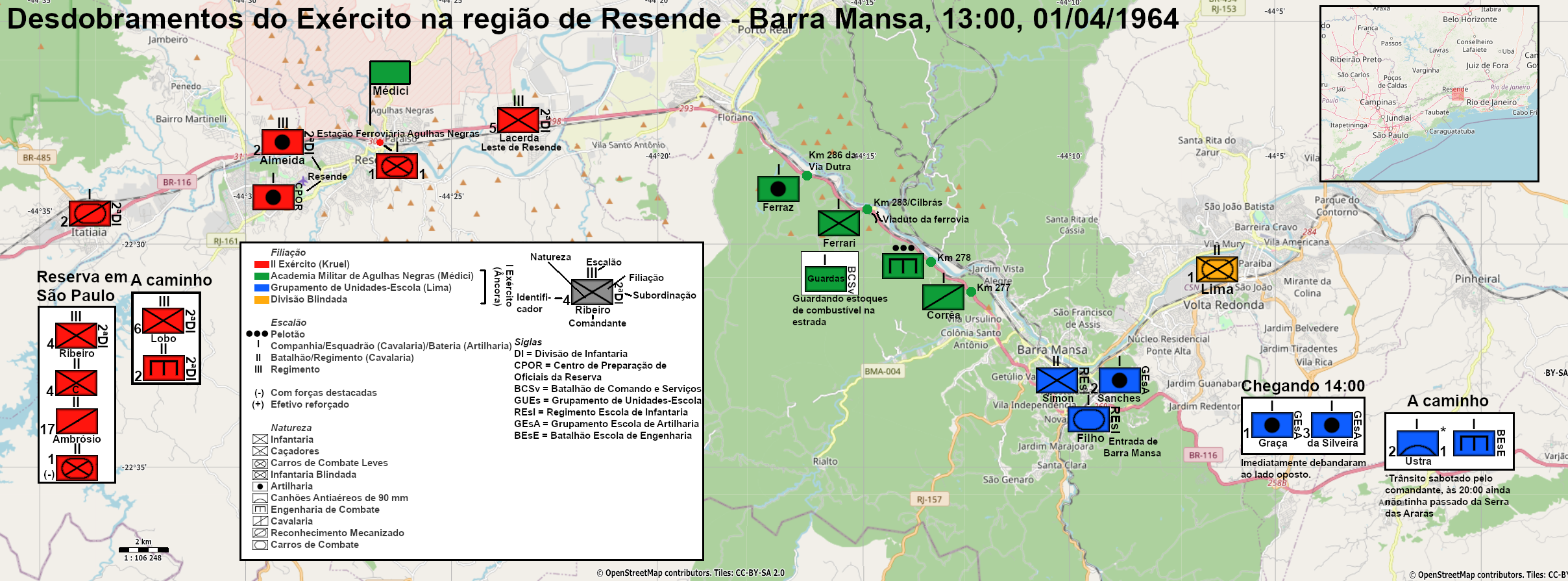
Disposição do I e II Exércitos em seu encontro

Embora os cadetes sejam lembrados como tropa de elite, em depoimentos aqueles que passaram ou serviram na Academia enfatizam o despreparo da tropa. A situação difícil da artilharia é notada nos depoimentos do capitão Ferraz e de um de seus comandados, o tenente José Carlos Lisbôa da Cunha, auxiliar da linha de fogo. A Bateria tinha 250 tiros, enquanto só a 1ª e 3ª do GEsA tinham 35 mil. Os cadetes de 3º ano mal haviam começado a instrução de artilharia e pouco sabiam de linha de fogo e técnica de tiro. Desconheciam o tiro vertical, que era exigido pelo terreno acidentado e a posição escolhida para os obuses. Receberam instruções em campo, mas “quem conhece a técnica de tiro sabe que você não pode improvisar”. Faltavam ainda carta topográfica e nem mesmo um só rádio, com a comunicação a princípio se dando por contato visual. Nessas condições, para o comandante, “seguramente seríamos massacrados, em face do poder de combate da tropa à nossa frente”. Já o capitão Ferrari, mesmo reconhecendo a desproporção, era da opinião de que o avanço do GUEs seria difícil com os obstáculos no caminho e a destruição das pontes o obrigaria a chegar à rodovia pelo outro lado, onde as estradas eram como trilhas, inviáveis para as viaturas pesadas. Elogia a meticulosidade dos cadetes que comandava.
Mas a tática de Médici era psicológica, usando os cadetes como “freio psicológico”. Teria sido justamente por isso a insistência em ter os cadetes, e não soldados paulistas, na linha de frente. O manifesto “Irmãos em Armas” fazia o apelo — “Não tenteis cortar no nascedouro tantas vocações”. A lógica era que os “oficiais do Regimento-Escola, sabendo que iriam enfrentar cadetes com armamento reduzido, indagavam-se como passar por cima deles. Muitos tinham filhos, irmãos e parentes na AMAN. Se já não possuíam argumentos convincentes para sustentar o governo de João Goulart, menos ainda disporiam para atirar em rapazes, quase crianças.” O manifesto foi inclusive entregue ao general Anfrísio.
A indisposição a lutar se verificou nas duas baterias de obuses do GEsA que chegaram às 14:00, a 1ª e a 3ª. Em vez de assumirem posição para atirar, seguiram em alta velocidade pela Via Dutra e aderiram à Academia. Após passarem a cavalaria, a infantaria estava desavisada e quase houve fogo amigo, mas o estranhamento foi logo resolvido. Já o Pelotão de Morteiros Pesados 4.2 do REsI recusou a ordem de preparar-se para atirar contra os cadetes.
Em Queluz, o coronel Souza Lobo, comandante do 6º RI, conversou com repórteres. O quadro apresentado pelo “Correio da Manhã” era de um grande número adicional de viaturas do I Exército bem antes da região de Barra Mansa, que o REsI, se escolhesse aderir, poderia resistir na serra. Não ocorreu troca de tiros; às 15:00 acertou-se uma trégua, com os dois lados permanecendo em posição, diante de uma nova realidade: a vinda do general Âncora para negociar com Kruel na Academia.

### Mudanças de lado das baterias legalistas

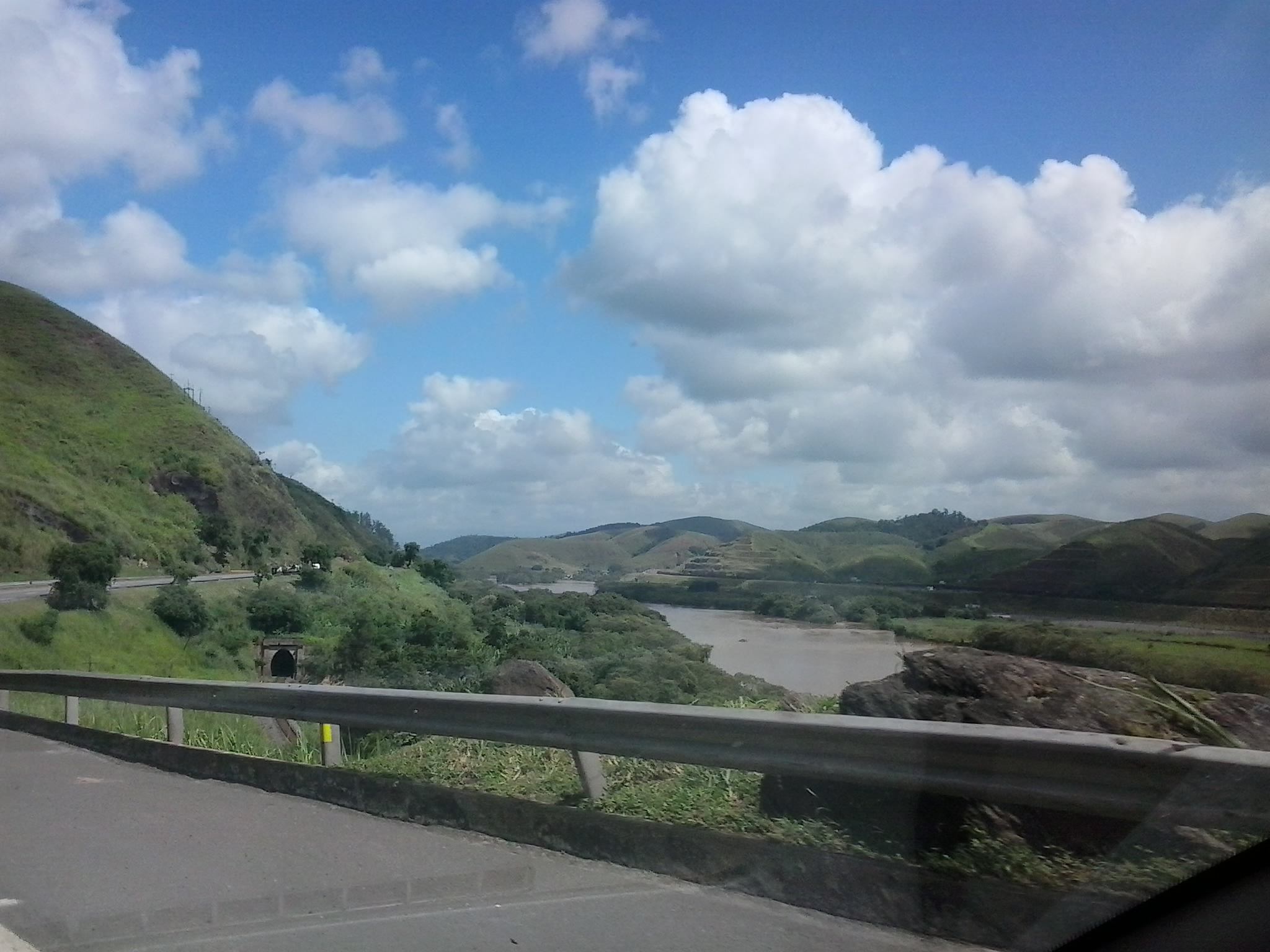
A Dutra em Barra Mansa

A adesão de partes do GEsA é detalhada em depoimentos dos seus participantes, o capitão Graça, comandante da 3ª Bateria, e o 2º tenente Oacyr Pizzotti Minervino, seu subcomandante, além do 2ª tenente Sanches, comandante da 2ª e testemunha ocular do ocorrido. A 1ª bateria era do capitão Silveira. Os capitães Brunner, subcomandante do GEsA, e Seixas, de seu Estado-Maior, encabeçaram a adesão, que já era intenção quando saíram da Guanabara. Ela rompeu com a autoridade do coronel Aldo, comandante do GEsA.
Aproximando-se da linha de contato, antes da fábrica da Dupont em Barra Mansa, o GEsA fez alto. Brunner perguntou: “Quem é o inimigo? De onde ele vem?” Até então não sabiam. Junto a seus oficiais, o coronel Aldo ordenou que tomassem posição e apoiassem o REsI contra a Academia. Até então desconheciam o adversário. Então se deu o seguinte diálogo entre Seixas ou Brunner e o coronel Aldo:

Vão atirar em cadetes? 

Somos militares e recebemos ordem. Ela é legal, a missão existe, e devemos cumpri-la. É uma missão amarga, mas que deverá ser cumprida.

Seixas, Brunner, Graça e da Silveira imediatamente decidiram por outra conduta. Os dois capitães com suas baterias formaram um Grupo sob a liderança de Seixas. Cada capitão informou a seus homens que passariam pelo REsI e iriam ao encontro dos cadetes, passando para o outro lado. O capitão Graça consultou o 2º tenente Pizzotti quanto à lealdade dos oficiais — “eu os arrasto”. Mas como os sargentos eram um risco, ordenou que fossem mantidos sem munição e informação sobre o destino, informados que seria um reconhecimento. “Mas vai ser difícil esconder; reconhecimento com todo o efetivo! O pessoal vai desconfiar"; “O problema é teu, te vira”. Na boleia de cada viatura, além do motorista e do sargento, estava um oficial. Os sargentos, de fato, notaram uma anormalidade e Pizzotti, esclarecendo que era “um reconhecimento diferente”, insistiu que não questionassem a ordem. Alguns acabaram presos. Resistiam pela legalidade e o apelo ideológico do governo, e à exceção de um, reassumiriam suas funções na volta.
O movimento teria que ser rápido, pois cruzaria a linha defensiva existente, com a qual não havia coordenação e que, dominando as elevações, poderia alvejá-los pelas costas. As colunas saíram como que para ocupar posição e, com velocidade, foram na direção de Resende. As viaturas de munição da Bateria de Serviços foram atrás, pois seu comandante em atuação também era contra o governo. Atravessaram o batalhão do REsI e a 2ª Bateria. O comandante do primeiro parou o jipe junto ao segundo e notou: “passaram para o outro lado...” e não fez mais que isso: não houve nenhum problema por parte do REsI, que estava ali de má vontade. O tenente Sanches mandou cortar a linha telefônica para emudecer o coronel Aldo, que se aproximava. Este, do meio-fio, percebeu a deserção da maior parte do seu grupo, e “em prantos”, “exclamava: 'Traidores!' 'Traidores'”. Ameaçou o suicídio, mas o major do batalhão do REsI segurou sua mão.
O capitão Graça seguiu à frente num jipe para avisar aos cadetes que o Grupo passava a seu lado e não deveriam se assustar.  Foram acolhidos pela Cavalaria e seguiram em frente.
A cavalaria não informou a infantaria, que seguia para uma posição mais adiante. Ao transpor uma curva, viram ao longe uma força desconhecida ao seu encontro — os caminhões de 2,5 toneladas tracionando obuseiros das baterias. Imediatamente atravessaram suas viaturas na estrada e tomaram posição nas encostas. Pelo binóculo, o capitão Ferrari viu o capitão Adir, da Academia, no primeiro jipe, concluindo que era uma força que aderia. Com ordens de não atirar, a infantaria da Academia interditou as baterias, e houve congraçamento. Também a artilharia da Academia não sabia da adesão. De cima, viram os caminhões do GEsA e sabiam que eram do outro lado, pois a Academia não tinha aqueles modelos. Por alguns instantes de tensão pensaram em abrir fogo, mas viram então militares em pé junto à boleia das viaturas, brandindo camisas brancas. Ao se aproximar, viram o comandante e tenentes que tinham os sargentos na mira de suas pistolas. As baterias do GEsA chegaram até a Academia, encontrando o pessoal da artilharia paulista.

## Conferência Âncora-Kruel

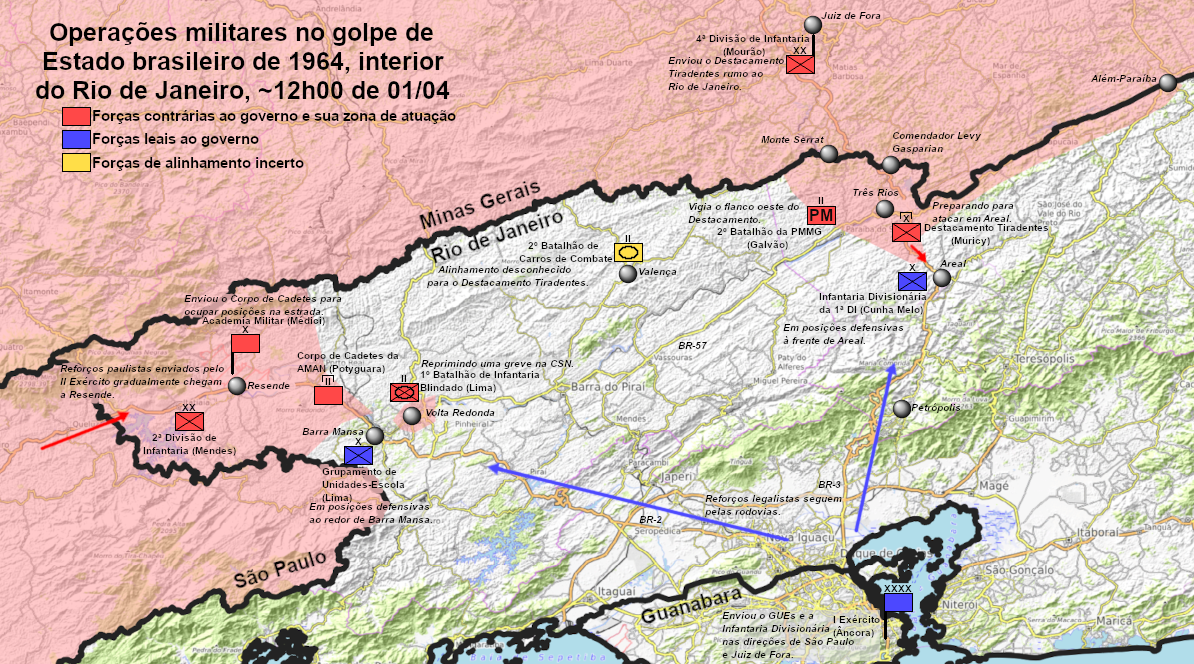
Situação militar no interior do Rio de Janeiro ao redor do meio-dia, quando Goulart deixou a Guanabara

Após a saída de Goulart do Rio de Janeiro, a autoridade de Âncora à frente do I Exército (e, interinamente, o Ministério da Guerra) começou a deteriorar. Goulart instruiu-o a negociar com Kruel, num último esforço para fazê-lo recuar. Quando Âncora telefonou ao palácio presidencial para mais esclarecimentos, o presidente já havia saído e quem respondeu foi o chefe do Gabinete Militar, o general Assis Brasil; sem assumir a responsabilidade de falar em nome presidente, afirmou que ele deixara dito para não causar um conflito militar. Assim, conforme Thomas Skidmore, chegara o momento de interromper a resistência.
No início da tarde Âncora recebeu um telefonema de Costa e Silva, que pediu sua adesão, mas ele recusou. “Âncora, você deve imaginar que essa situação em que você está, esse movimento que você está notando, não nasceu do chão como tiririca, que tiririca nasce à toa”. Ele reconheceu que sua causa era perdida e propôs a negociação com Kruel. Costa e Silva aceitou e intermediou as partes. Por exigência de Kruel o local foi a AMAN, no território já controlado pelo II Exército. De carro, Âncora chegou às 17:00 ou no meio da tarde “em estado deplorável, abatido por uma crise de asma”. Médici recebeu-o com corneteiros e todas as honras devidas a seu posto, apesar de sua relutância, pois definia-se como derrotado, ouvindo em resposta que “não há derrotados senão os inimigos da Pátria." À espera de Kruel, conversou com o general Aluísio Mendes e escutou na rádio notícias errôneas de que Goulart teria renunciado. Zerbini, que também estava na AMAN, pediu-lhe um comando no Rio para prosseguir a causa legalista, ouvindo em resposta “que o Governo estava acéfalo e que o Presidente não estava mais no Rio de Janeiro e não era mais Presidente”.
O carro de Kruel enguiçou no caminho e ele atrasou. Ele chegou às 17:40, com a reunião ocorrendo às 18:00. Ela não teve o “formalismo humilhante de uma rendição”, mas não foi muito amistosa; Kruel teria dito “O senhor veio apenas me dizer boa noite! Já não é mais ministro e não pense em resistir!” Enquanto Âncora estava fora, Costa e Silva apossou-se do Ministério da Guerra às 17:00. Âncora originalmente seguiu a Resende querendo negociar, mas sucessivas adesões de suas forças ao oponente levaram-no à derrota militar. Para ele, sua missão havia acabado. O I Exército rendeu-se, e a posse de Costa e Silva foi reconhecida — ela era de interesse de Kruel para negar o cargo a seu rival, o general Castelo Branco. Acabou qualquer possibilidade de resistência no Rio de Janeiro, embora os legalistas ainda tivessem poder no Rio Grande do Sul. “Âncora volta sozinho e sairá da história”.

## Resultados
As operações chegaram ao fim, os soldados retornaram aos quartéis e a rebelião triunfou. A decisão de Médici entrou positivamente para a memória dos militares, e a narrativa histórica construída foi “quase mitológica”. A decisão de defender a Via Dutra com os cadetes é considerada responsável por inibir o avanço dos legalistas, e por fim, cessar a resistência de Âncora ao golpe. Existe, porém, outra forma de entender o ocorrido: Âncora estava sob pressão de Costa e Silva, que sugeriu a rendição. A reunião com Kruel foi proposta por Âncora. Elio Gaspari contextualiza a rendição na dissolução do “dispositivo militar” no I Exército após a saída de Goulart do Rio de Janeiro.
No retorno à Academia, no dia seguinte, os cadetes “com uniformes sujos e alguns até rasgados” foram recebidos por militares da Academia e paulistas e civis de Resende, mostrando o apoio de parte da população local ao posicionamento de Médici. O BCSv ainda não foi completamente desmobilizado. A Academia apoiou as atividades do 1º BIB em Volta Redonda e Barra Mansa e recebeu prisioneiros dali retirados.

## Greve na Companhia Siderúrgica Nacional

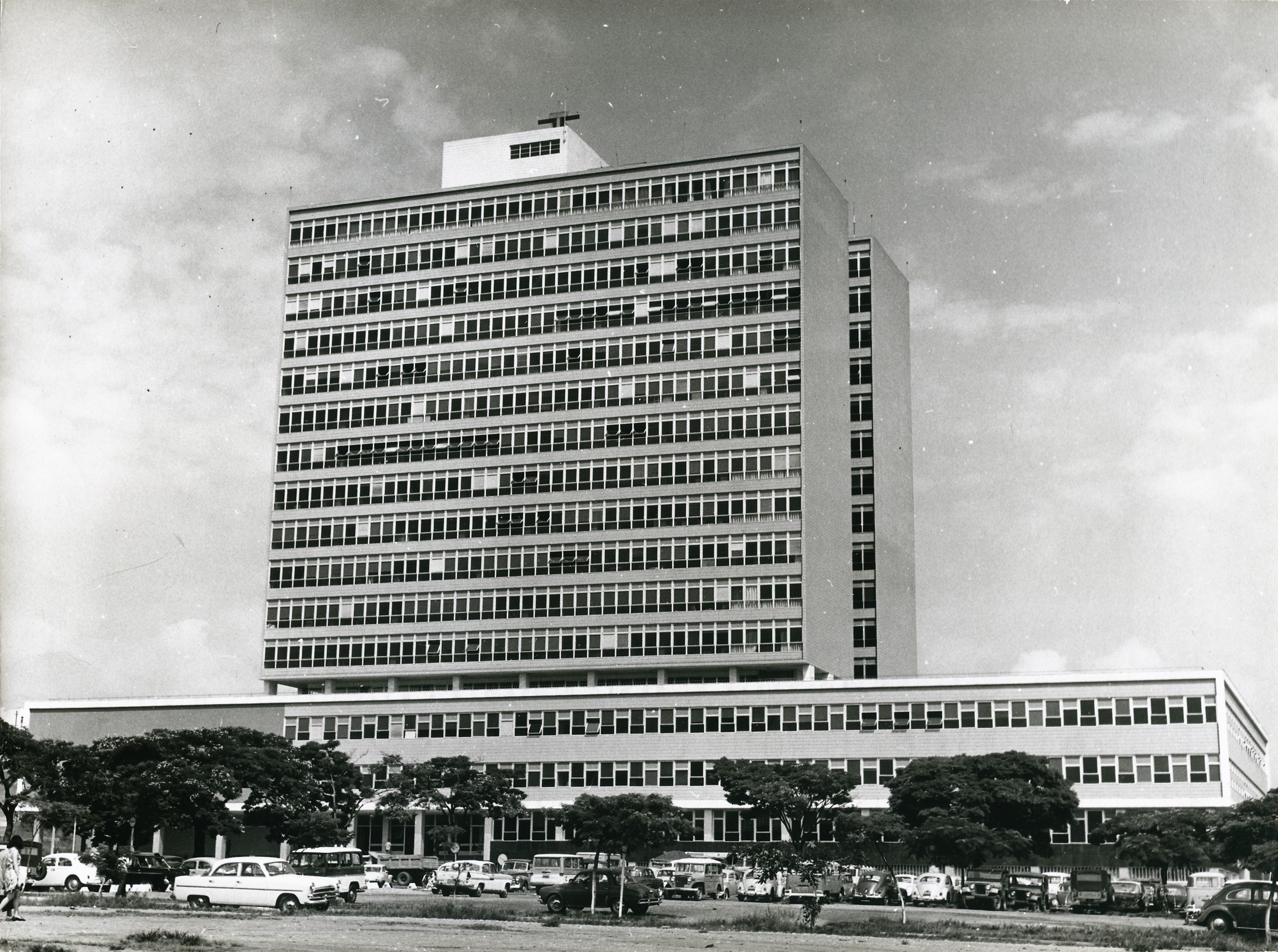
Escritório Central da CSN

O polo metalúrgico em Volta Redonda era um projeto militar-tecnocrático do tempo do Estado Novo, pilar da estratégia de segurança e desenvolvimento nacional e ainda fortemente associado aos militares. O presidente da Companhia, almirante Lúcio Meira, era governista, mas a diretoria estava dividida, com uma facção contrária a ele. A diretoria industrial da CSN dispunha de um Plano de Segurança da Companhia, uma “polícia secreta” e proximidade com o 1º Batalhão de Infantaria Blindado. Com duas companhias, o 1º BIB atuava desde os anos 50 na dispersão de distúrbios trabalhistas na região.
Volta Redonda era de grande importância para a esquerda nacional, tendo recebido visitas de Luís Carlos Prestes, Leonel Brizola, Maurício Grabois e Wladimir Pomar. O grande número de operários sustentava um movimento sindical disputado entre trabalhistas e comunistas. Nos anos 50 ambos haviam concordado em poupar a CSN das greves por sua importância para a soberania nacional, mas sob a liderança do comunista João Alves dos Santos Lima Neto (1963-1964) houve pela primeira vez ameaça de greve na Companhia.
Iniciado o golpe, uma reação começou a ser organizada a partir do Sindicato dos Metalúrgicos. Diante dos distúrbios iminentes, o Diretor Industrial Mauro Mariano acionou o plano preexistente. Pôs em alerta e mobilizou a supervisão, que ocupou seus postos até as 6 da manhã do dia 1º. A chefia executou o Plano, que almejava manter a usina funcionando e neutralizar a greve. O comando civil-militar mostrou-se bem articulado. Os telefones do sindicato foram bloqueados, e o tráfego mútuo da CSN com a Companhia Telefônica Brasileira controlado, proibindo qualquer ligação sem a aprovação do Diretor Industrial, de forma a restringir a possibilidade de articulação entre o sindicato e os Departamentos da Usina.
Um grupo trabalhista liderado por Othon Reis Fernandes ocupou a Rádio Siderúrgica, no morro do Laranjal, a pôs no ar por volta das 06:30. Foi fechada pela intervenção do 1º BIB, que estacionou um blindado em frente à Rádio, mas retornou ao ar às 09:00 sob ordem de Lúcio Meira. Integrada à “Cadeia da Legalidade”, irradiou mensagens a favor do Presidente até 16:20, quando passou a obedecer as ordens do Diretor Industrial.
Os operários que seguiam ao trabalho de manhã encontraram a guarda da entrada, na passagem superior, feita pelo Exército, e piquetes montados para evitar sua entrada. A aglomeração foi dispersa às 07:00, e a maioria acabou entrando. Ativistas sindicais liderados por Lima Neto conseguiram entrar, mas a paralisação no interior foi apenas parcial. Os líderes foram presos, como Lima Neto, que, entrando às 07:30, já estava preso às 10:00, como forma de desarticulação e intimidação, mas a notícia acabou estimulando adesões à greve.
Na sede do sindicato, cogitou-se dinamitar as linhas da Central do Brasil para impedir a passagem de tropas, mas os sindicalistas escolheram esperar pelos acontecimentos. Após as 9–11 horas constataram que Lima Neto estava preso e o 1º BIB estava em Arrozal, na Via Dutra. Depois das 17:15, operários saindo do expediente se reuniram em frente à sede, onde uma multidão formou um cordão de isolamento. Perto do entardecer o 1º BIB tomou posições na descida da Amaral Peixoto, a 200 metros de distância, com pelo menos um carro blindado. Invadiram a sede, dispersando a aglomeração e tomando toda a documentação. Um grande número de sindicalistas acabou preso no 1º BIB e na AMAN.
Em uma semana todas as lideranças sindicais estavam presas. A malograda mobilização do movimento sindical e dos comunistas evidenciou desorganização, e após o golpe o número de comunistas identificado não foi grande, revelando também um alcance limitado entre as classes populares. A atuação repressiva desde os anos 50 e a influência dos militares do 1º BIB no cotidiano da população podem ter diminuído a difusão das ideias comunistas na região.

### Citações
1. ↑  Almeida 2018, Resumo.
2. ↑  Atassio 2007, p. 108.
3. ↑  Silva 2014, p. 356-361.
4. ↑  D'Aguiar 1976, p. 130-142.
5. ↑  Silva 2014, p. 359-360.
6. ↑  D'Aguiar 1976, p. 142 e 180.
7. ↑  Gaspari 2014a, “O Exército dormiu janguista”.
8. ↑  Silva 2014, p. 360-361.
9. ↑  Silva 2014, p. 362.
10. ↑  D'Aguiar 1976, p. 141.
11. ↑  Motta 2003, p. 330-333, Tomo 9.
12. ↑  Motta 2003, p. 204-207, Tomo 3.
13. 1 2 3 4  Ustra 2007, p. 98.
14. 1 2  Ustra 2007, p. 96-100.
15. ↑  Silva 2014, p. 362-363.
16. 1 2  Correio da Manhã, 02/04/1964.
17. ↑  Motta 2003, p. 119, Tomo 14.
18. ↑  Motta 2003, p. 196, Tomo 7.
19. ↑  Motta 2003, p. 208-214, Tomo 10.
20. ↑  Motta 2003, p. 196-198, Tomo 7.
21. 1 2  Almeida 2016.
22. ↑  Bento 1996, p. 14-15.
23. ↑  Motta 2003, p. 49, Tomo 1.
24. ↑  Pinto 2015, p. 122-124.
25. 1 2  Gaspari 2014b, "Milito, Médice, Médici”.
26. 1 2 3  Atassio 2007, p. 105-108.
27. ↑  Almeida 2018, p. 156.
28. 1 2 3  Motta 2003, p. 34-45, Tomo 1.
29. ↑  Motta 2003, p. 194, Tomo 1.
30. ↑  Almeida 2018, p. 147-149.
31. ↑  Ustra 2007, p. 92-93.
32. ↑  Motta 2003, p. 36, Tomo 1.
33. 1 2 3  Motta 2003, p. 40, Tomo 1.
34. ↑  Almeida 2018, p. 149.
35. ↑  Almeida 2018, p. 149 e 157.
36. ↑  Motta 2003, p. 128, Tomo 5.
37. ↑  Motta 2003, p. 193 e 196-197, Tomo 1.
38. ↑  Motta 2003, p. 148, Tomo 5.
39. ↑  Motta 2003, p. 128-134, Tomo 5.
40. ↑  Motta 2003, p. 180, Tomo 7.
41. ↑  Mello 1979, p. 136.
42. 1 2  Motta 2003, p. 202, Tomo 1.
43. ↑  Motta 2003, p. 131, Tomo 5.
44. ↑  Guimarães 2006, p. 5.
45. ↑  Motta 2003, p. 121, Tomo 14.
46. 1 2 3  Duarte 1964, p. 150.
47. ↑  Atassio 2007, p. 107.
48. ↑  Almeida 2018, p. 10-12.
49. ↑  Motta 2003, p. 197, Tomo 1.
50. ↑  Motta 2003, p. 55-56, Tomo 1.
51. 1 2 3 4 5  Ustra 2007, p. 94.
52. ↑  Motta 2003, p. 199-200, Tomo 1.
53. 1 2  Guimarães 2006, p. 7.
54. 1 2 3  Motta 2003, p. 200, Tomo 1.
55. ↑  Motta 2003, p. 197 e 199, Tomo 1.
56. ↑  Motta 2003, p. 131, Tomo 1.
57. 1 2  Motta 2003, p. 145, Tomo 5.
58. 1 2  Motta 2003, p. 341-342, Tomo 3.
59. ↑  Motta 2003, p. 146-147, Tomo 5.
60. 1 2  Motta 2003, p. 199-202, Tomo 1.
61. ↑  Motta 2003, p. 40-41, Tomo 1.
62. ↑  Motta 2003, p. 120, Tomo 14.
63. ↑  Motta 2003, p. 337, Tomo 9.
64. ↑  Guimarães 2006, p. 6.
65. 1 2  Motta 2003, p. 297, Tomo 9.
66. ↑  Silva 2014, p. 358-359.
67. ↑  D'Aguiar 1976, p. 142.
68. ↑  Motta 2003, p. 53-57, Tomo 1.
69. 1 2  Motta 2003, p. 160, Tomo 6.
70. ↑  Ustra 2007, p. 374.
71. ↑  «Galeria Ex-Comandantes». 7º BE CMB. 13 de agosto de 2015. Consultado em 11 de julho de 2020
72. ↑  Motta 2003, p. 132, Tomo 5.
73. 1 2  Almeida 2018, p. 151.
74. ↑  Motta 2003, p. 146, Tomo 5.
75. ↑  Motta 2003, p. 56, Tomo 1.
76. ↑  Chagas 1985, p. 43.
77. ↑  Pedrosa 2018, p. 146.
78. ↑  Atassio 2007, p. 106.
79. ↑  Motta 2003, p. 143-148, Tomo 5.
80. ↑  Motta 2003, p. 341-344, Tomo 3.
81. ↑  Motta 2003, p. 194-202, Tomo 1.
82. ↑  Chagas 1985, p. 43-44.
83. ↑  Motta 2003, p. 39, Tomo 1.
84. ↑  Ustra 2007, p. 98-99.
85. 1 2  Motta 2003, p. 197-198, Tomo 1.
86. 1 2 3  Ustra 2007, p. 99.
87. 1 2 3 4 5  Motta 2003, Tomo 3, p. 204-209, Tomo 7, p. 113-122 e Tomo 9, p. 330-340.
88. ↑  Motta 2003, p. 342, Tomo 3.
89. ↑  Motta 2003, p. 209, Tomo 3.
90. 1 2 3  Gaspari 2014a, “O Exército acordou revolucionário”.
91. 1 2  Ferreira & Gomes 2014, cap. 22.
92. 1 2 3 4 5  Dulles 2014, p. 326.
93. ↑  Skidmore 1982, p. 364.
94. 1 2  Faria 2013, p. 432.
95. 1 2  Villa 2014, “A situação é calma”.
96. ↑  Duarte 1964, p. 150-151.
97. ↑  Faria 2013, p. 434.
98. ↑  Duarte 1964, p. 151.
99. 1 2  Almeida 2018, p. 150-151.
100. ↑  Faria 2013, p. 433-434.
101. ↑  Faria 2013, p. 441-442.
102. ↑  Chagas 1985, p. 44.
103. ↑  Gaspari 2014a, "O Exército acordou revolucionário”.
104. ↑  Motta 2003, p. 343-344, Tomo 3.
105. ↑  Motta 2003, p. 41, Tomo 1.
106. ↑  CMV-VR 2015, p. 39-40.
107. 1 2 3  Carneiro & Assis 2019.
108. 1 2 3 4  CMV-VR 2015, p. 39-58.